# Castillo de São Ramão
El Castillo de São Ramão ( en portugués: Castelo de São Ramão) es un castillo medieval Portugués, situado en la parroquia civil de Viade de Baixo e Fervidelas, en el municipio de Montalegre, del distrito de Vila Real. Actualmente en estado desaparecido, solo quedan los restos donde se ubicaba esta fortaleza. 

## Historia
Durante las Investigaciones realizadas en el año 1258, el sitio se identificaba como las propiedades reales de São Romanus.
En las Memorias Parroquiales de 1758 formaba parte de Parafita, dentro de los límites del municipio de Montalegre. En esa época a las ruinas se les denominaba "un castillo antiguo e inexpugnable". El padre Baltazar Pereira Barroso, coincidiendo con la esta descripción, afirmó que el castillo tenía su origen en una construcción romana, basándose por los vestigios de cinco calzadas romanas que lo conectaban con Braga.  También indicó que esas ruinas fueron realizadas por gente de "inteligencia" y no por bárbaros (sugiriendo que los moros fueron sus constructores), y también señaló a una imagen de un ídolo de becerro pintado construido por romanos en las cercanías. Los vecinos de Veade demolieron muchas de las estructuras del castillo, incluido el becerro y parte de la cisterna que existía en el alto del castillo, en busca de esos míticos tesoros. También se citaba que a unos dos kilómetros y medio de la muralla occidental, cerca de una de las vías romanas, se encontraban las ruinas de una fortificación antiguamente denominada Castillo de D. Rodrigo, donde dos agricultores habían construido sus casas sobre cimientos romanos y partes de las murallas; en 1758 aún quedaban restos del Castillo de São Romão y D. Rodrigo. 
El 16 de noviembre de 1973 la Junta Nacional de Educação ( Junta Nacional de Educación ) propuso la clasificación del castillo como Bien de Interés Público con la intención de preservar esta edificación   El 10 de enero de 2014 fue declarado como zona de Protección Especial por DRPorto (Diario de la República, Serie 2, 7, Ordenanza 20/2014).

## Arquitectura
Está situado en una colina rural y aislada, cubierta de plantas y sotobosque, de difícil acceso y con vistas al río Rabagão.
Castillo de roca rodeado por una línea de muros con el asentamiento excavado en un afloramiento y construido con grandes sillares. En la cima del cerro se encuentran los vestigios de una torre y un aljibe, cuyos muros están tallados en la piedra o construidos en granito y argamasa. 
En la parte este, oeste y sur del castillo se encuentran los cimientos visibles de estructuras residenciales construidas con grandes piedras de sillar.
Durante la excavación arqueológica se han encontrado fragmentos de cerámica medieval, elementos numismáticos de la época, piedras de moler y tejas de media caña.